# Liste der Berge im Naturpark Siebengebirge

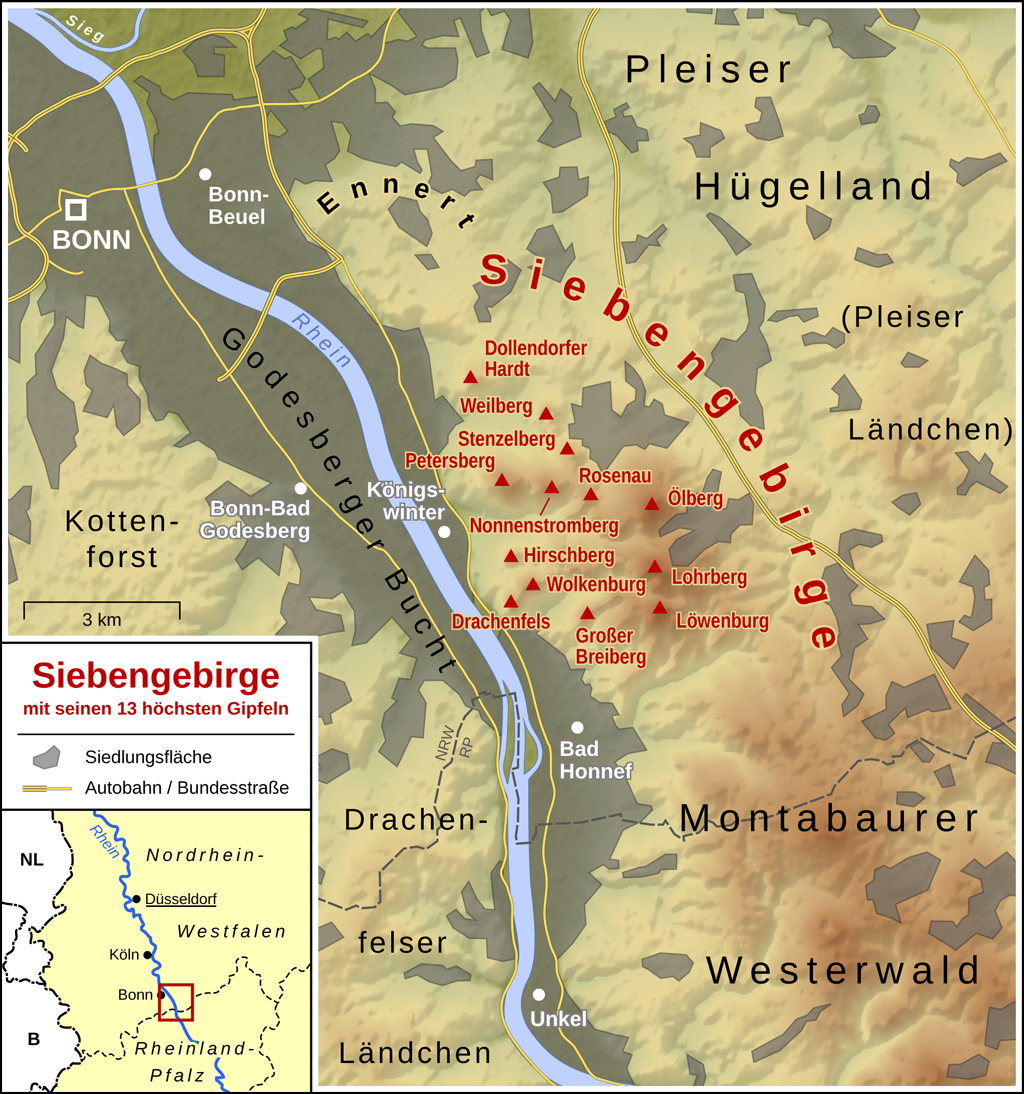
Siebengebirge

Der Großteil der nennenswerten Berge im Naturpark Siebengebirge zieht sich kettenförmig im Westteil des Naturparks – im Naturschutzgebiet Siebengebirge – von Nordwesten nach Südosten.
Der Norden des Naturschutzgebietes liegt im Höhenzug Ennert (Teil des Pleiser Hügellandes) und gehört zum gleichnamigen Teil-Naturschutzgebiet, der zentrale Teil liegt im Siebengebirge und der Südteil auf dem Rheinwesterwälder Vulkanrücken. Einige wenige Erhebungen des Naturparks liegen östlich des Naturschutzgebietes.

## Die wichtigsten Berge nach Höhe
Folgende, nachfolgend nach Höhe geordneten Erhebungen sind von Bedeutung (Höhe und Naturraum je in Klammern, die „großen 7 Berge des Siebengebirges“ sind je mit einem Stern versehen):
- Großer Ölberg* (460,7 m, östliches Siebengebirge) mit Gipfelrestaurant
  - Kleiner Ölberg (331,7 m; nördlicher Nebengipfel des Großen Ölbergs, nordöstlicher Randberg)
- Löwenburg* (455 m, östliches Siebengebirge) mit Burgruine
- Lohrberg* (432,8 m, östliches Siebengebirge)
- Dreiergipfel (378,4 m, Rheinwesterwälder Vulkanrücken):
  - Broderkonsberg (378,4 m, Ostgipfel)
  - Himmerich (367,1 m, Nordwestgipfel); „Riesenschiss“
  - Mittelberg (352,2 m, mittlerer Gipfel)
- Dachsberg (362,2 m, nordwestliche Asbacher Hochfläche)
- Leyberg (359,2 m, Rheinwesterwälder Vulkanrücken)
- Nonnenstromberg* (335,9 m, westliches Siebengebirge)
- Petersberg* (335,9 m, westliches Siebengebirge), Name im früheren Mittelalter Stromberg, mit Ringwall 3500 v. Chr., Peterskapelle, Gästehaus der Bundesrepublik Deutschland
- Himberg (335,2 m, Rheinwesterwälder Vulkanrücken)
- Wolkenburg* (324 m, westliches Siebengebirge)
- Rosenau (322,1 m, östliches Siebengebirge); mit Burgruine
- Drachenfels* (320,7 m, westliches Siebengebirge) mit Burgruine und Gipfelrestaurant
- Großer Breiberg (312,9 m, westliches Siebengebirge)
- Stenzelberg (287 m, östlicher Randberg des Siebengebirges); ehemaliger Kletterberg
- Hirschberg (256,8 m, westlicher Randberg des Siebengebirges)
- Dollendorfer Hardt (246,7 m, nördlichster Berg des (westlichen) Siebengebirges)
- Weilberg (242,1 m, östlicher Randberg des Siebengebirges); erstmalige Vergabe des Europadiploms für das Siebengebirge am 15. Oktober 1971
- Scharfenberg (233 m, inneres Pleiser Hügelland)
- Paffelsberg (195,3 m, südöstlicher Ennert)
- Reichenberger Höhe (194 m, süd(west)lichste Anhöhe des (westlichen) Siebengebirges)
- Juffernberg (190,9 m, südöstlicher Ennert)
- Kuckstein (190,4 m, südlicher Ennert)
- Zickelburg (188,2 m, westliche Vor-Anhöhe des Rheinwesterwälder Vulkanrückens)
- Rabenlay (180 m, Ennert)
- Röckesberg (165 m, Ennert)
- Ennert (151,3 m, nördlicher Ennert)
- Holtorfer Hardt (150,8 m, nordöstlicher Ennert)

## Die Berge im Naturschutzgebiet von Norden nach Süden
Die folgenden Erhebungen sind von Norden nach Süden geordnet und liegen nur zum Teil im eigentlichen Siebengebirge, jedoch allesamt im Naturschutzgebiet Siebengebirge (inklusive Teilgebiet Ennert), das nach Süden mit der Landesgrenze zu Rheinland-Pfalz abschließt. Die „großen 7 Berge des Siebengebirges“ sind je mit einem Stern gekennzeichnet.
- Ennert (Nordwestteil des Pleiser Hügellandes)[1]
  - Holtorfer Hardt (150,8 m, Osten)
  - Ennert (152 m)
  - Röckesberg (165 m)
  - Rabenlay (180 m)
  - Kuckstein (190,4 m)
  - Paffelsberg (195,3 m)
  - Juffernberg (190,9 m)
- Siebengebirge
  - Dollendorfer Hardt (246,7 m, nördlichster Berg des Siebengebirges)
  - Falkenberg (203,4 m)
  - Weilberg (242,1 m, östlicher Randberg); erstmalige Vergabe des Europadiploms für das Siebengebirge am 15. Oktober 1971
  - Stenzelberg (ehemaliger Kletterberg; 287 m, östlicher Randberg)
  - Kleiner Ölberg (331,7 m, nördlicher Nebengipfel des Großen Ölbergs, nordöstlicher Randberg)
  - Petersberg* (335,9 m, westliches Siebengebirge), Name im früheren Mittelalter Stromberg, mit Ringwall 3500 v. Chr., Peterskapelle, Gästehaus der Bundesrepublik Deutschland
  - Nonnenstromberg* (335,9 m, westliches Siebengebirge)
  - Rosenau (322,1 m) mit Burgruine
  - Großer Ölberg* (460,7 m, östliches Siebengebirge) mit Gipfelrestaurant
  - Remscheid (260,9 m, westliches Siebengebirge)
  - Kutzenberg (156 m, westliche Randanhöhe, Basaltabbau)
  - Wasserfall (338,6 m)
  - Heideschottberg (307,2 m)
  - Zinnhöckchen
  - Hirschberg (256,2 m, westlicher Randberg)
  - Jungfernhardt (322,2 m)
  - Lohrberg* (432,8 m, östliches Siebengebirge)
  - Schallenberg (310,1 m)
  - Geisberg (324,4 m)
  - Trenkeberg (430 m, Südostgipfel des Lohrbergs)
  - Bolvershahn (219 m)
  - Wolkenburg* (324 m, westliches Siebengebirge) mit Burgruine
  - Scheerkopf (385,4 m, Randberg südöstlich des Lohrbergs)
  - Merkenshöhe (387,6 m, südlicher Nebengipfel des Lohrbergs)
  - Ölender (329,9 m)
  - Drachenfels* (320,7 m, westliches Siebengebirge) mit Burgruine und Gipfelrestaurant
  - Kleiner Breiberg (288,6 m, Nordostgipfel des Gr. Breibergs)
  - Löwenburg* (455 m, östliches Siebengebirge) mit Burgruine
  - Einsiedlerskopf (295,2 m, südöstliche Nahtstelle zum Rheinwesterwälder Vulkanrücken)
  - Großer Breiberg (312,9 m)
  - Fritscheshardt (318,5 m)
  - Possberg (375,8 m, südöstliche Vor-Anhöhe zur Löwenburg)
  - Schellkopf (284,3 m, südöstliche Nahtstelle zum Rheinwesterwälder Vulkanrücken)
  - Korferberg (196,2 m, westliche Randanhöhe)

- Rheinwesterwälder Vulkanrücken (Nordwestlichster Teil des Niederwesterwaldes)
  - Augusthöhe (240,8 m), nordwestliche Anhöhe an der Nahtstelle zum Siebengebirge
  - Wingstberg (253 m, nordwestlicher Vor-Gipfel des Himmerich)
  - Himmerich („Riesenschiss“, 367,1 m, bildet mit Mittelberg und Broderkonsberg einen Dreiergipfel; Nordwestgipfel)
  - Broderkonsberg (378,4 m, Ostgipfel)
  - Mittelberg (352,2 m, mittlerer Gipfel)
  - Leyberg (358,9 m)
  - Hardt (285,9 m, südwestlicher Vor-Gipfel des Leybergs; Westrand)
  - Hasenhardt (südöstlicher Vor-Gipfel des Leybergs)
  - Himberg (335 m ü. NN, östlicher Randgipfel; nicht im NSG Siebengebirge)
  - Honnefer Terrassenhügel (rheinwärtiger Abfall des Nordendes des Rheinwesterwälder Vulkanrückens)[2]
    - Reichenberger Höhe (ca. 194 m, nordwestlichste Anhöhe des Vulkanrückens)
    - „Fuchshardt“ (198,4 m, nordwestliche Vor-Anhöhe des Vulkanrückens) mit der Fuchshardtkapelle
    - Kitzenhardt (nordwestliche Vor-Anhöhe des Vulkanrückens)
    - Zickelburg (188,2 m, westliche Vor-Anhöhe des Vulkanrückens)